# Ellezelles
Ellezelles es un municipio de la Provincia de Henao, Bélgica. 

## Geografía

### Secciones del municipio
El municipio comprende los antiguos municipios, que se fusionaron en 1977:
| - Ellezelles - Lahamaide - Wodecq |

## Demografía

### Evolución
Todos los datos históricos relativos al actual municipio, el siguiente gráfico refleja su evolución demográfica, incluyendo municipios después de efectuada la fusión el 1 de enero de 1977.
| Gráfica de evolución demográfica de Ellezelles entre 1846 y 2019 |
|                                                                  |

## Historia
Limítrofe con la Región flamenca, existe una minoría de habitantes de habla neerlandesa. 
Ellezelles es conocido por ser, supuestamente, el lugar de nacimiento del popular detective Hércules Poirot, creado por la escritora británica Agatha Christie.